# Modernismo en Milán

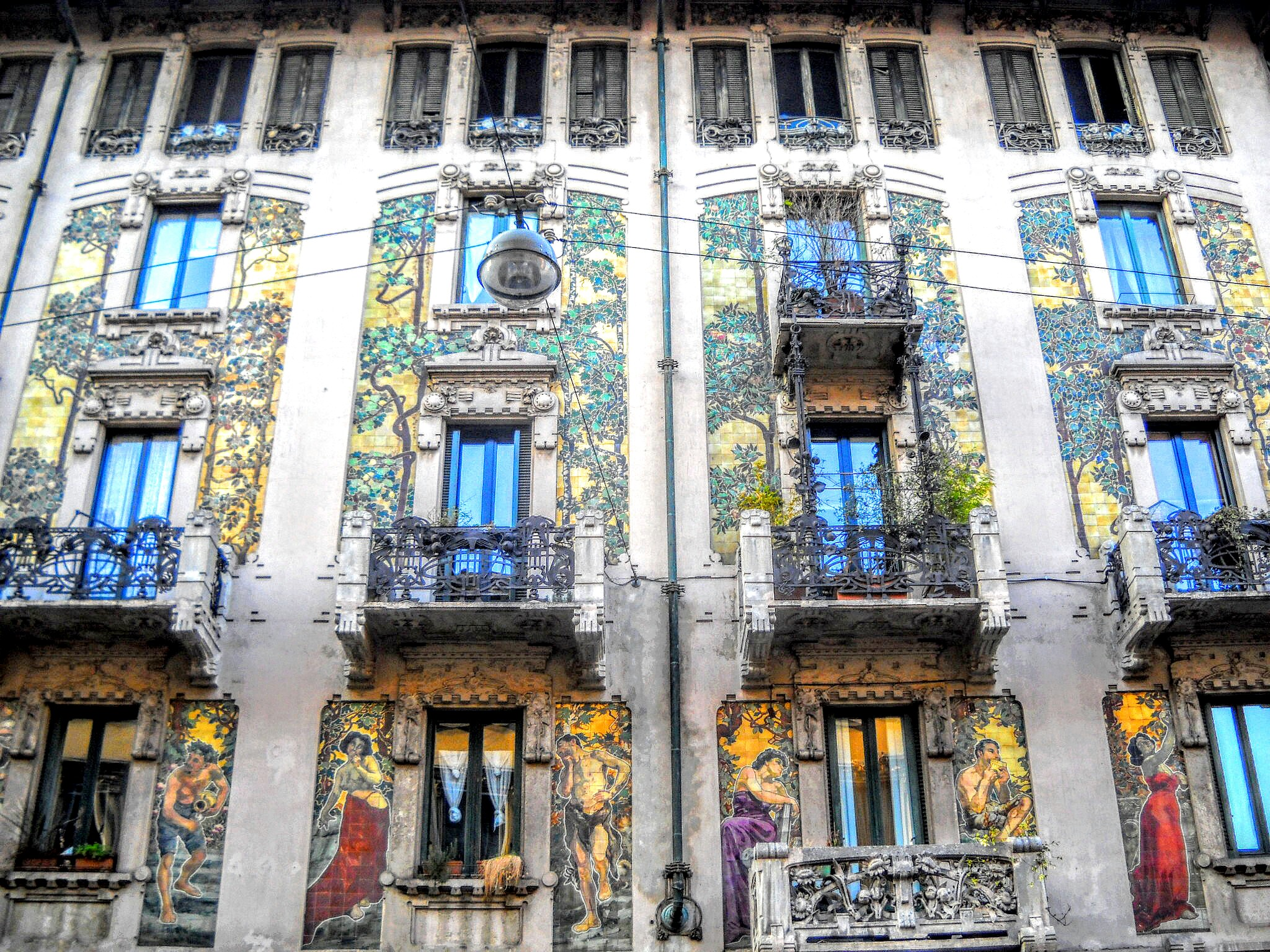
La fachada de la Casa Galimberti

Con modernismo en Milán se indica la difusión de dicho estilo artístico en la ciudad de Milán entre los primeros años del siglo XX y el estallido de la Primera Guerra Mundial. En la capital lombarda, el modernismo, denominado liberty en italiano, encontró, gracias a su estrecha relación con la rampante burguesía industrial de la época, un fértil terreno para su rápido desarrollo, durante el cual osciló entre las influencias del art nouveau francés, el jugendstil alemán y el eclecticismo.
A principios del siglo XX la clase burguesa milanesa, formada como resultado de la industrialización y ya convertida en dueña de la vida social y económica de la ciudad, encontró en el nuevo estilo liberty el «símbolo de su estatus» y la ocasión para mostrar su potencia y al mismo tiempo subrayar el claro alejamiento de la clase nobiliaria y de sus residencias neoclásicas y barrocas. La Exposición Universal de Milán de 1906 dio un mayor impulso al desarrollo del liberty, al construirse en este estilo decenas de pabellones y numerosas construcciones públicas, lo que decretó la definitiva consagración del liberty como estilo artístico dominante en la ciudad. Alcanzado su punto álgido en 1906, el liberty milanés experimentó las primeras contaminaciones con la arquitectura ecléctica, que se hicieron cada vez más fuertes hasta los años de la Primera Guerra Mundial, tras la cual el liberty sobrevivió solo con pequeñas influencias en la arquitectura menor, mientras que el gusto de la burguesía industrial confluyó espontáneamente hacia el art déco. La Estación Central de Milán, construida a partir de 1924 en un estilo tardoecléctico con decoraciones art déco e influencias modernistas, es considerada por Gualdoni y Melano la conclusión del modernismo en Milán, que dejó espacio al art déco y al Novecento.
La etapa milanesa del estilo liberty se inauguró con la construcción del Palazzo Castiglioni, que terminó en 1903 según el proyecto de Giuseppe Sommaruga, quien se convertiría, según Sacerdoti, en el más destacado intérprete del modernismo milanés. Aunque muy articulada y diferenciada, la experiencia modernista milanesa muestra en su conjunto algunos puntos y novedades comunes: es recurrente la decoración de los edificios en hierro forjado o cemento decorativo, de tema floral o animal; y a nivel estructural destaca el uso del hormigón armado. Es común el recurso a la pintura sobre las paredes de los edificios, a menudo con azulejos de cerámica, y las cariátides y hermas tomadas de la arquitectura de los palacios nobiliarios milaneses. Sin embargo, pese a la riquísima muestra de artes aplicadas liberty desarrolladas en la ciudad, a la arquitectura y la decoración de interiores les resultó difícil uniformarse al nuevo estilo y salvo pocos episodios estuvieron dominadas por estilos tardoeclécticos.
Junto a la escultura tradicional en mármol y piedra, el modernismo provocó un gran desarrollo de la escultura en hierro forjado y en cemento. Según Ogliari y Bagnera, el hierro forjado encontró su mejor intérprete en Alessandro Mazzucotelli, quien elevó el trabajo de este material de simple elemento decorativo a un verdadero arte. Además de las obras escultóricas integradas en la arquitectura o simplemente ornamentales, fue en los monumentos fúnebres del Cementerio Monumental de Milán donde, de acuerdo con Roiter, se desarrolló el más importante laboratorio de escultura modernista, que, como en el caso de la arquitectura, se fundió de manera más o menos acentuada con temas eclécticos y art déco.

## Encuadre histórico y características generales
Tras la Exposición Nacional de 1881, veinte años después de la Unificación italiana, la ciudad de Milán se consagró definitivamente como el principal centro industrial italiano. La ciudad vio la formación de una nueva clase burguesa emergente relacionada con la industria y el comercio, formada por maestros de obra, propietarios y emprendedores que en pocas décadas igualarían en prosperidad e importancia a la antigua nobleza de la ciudad.

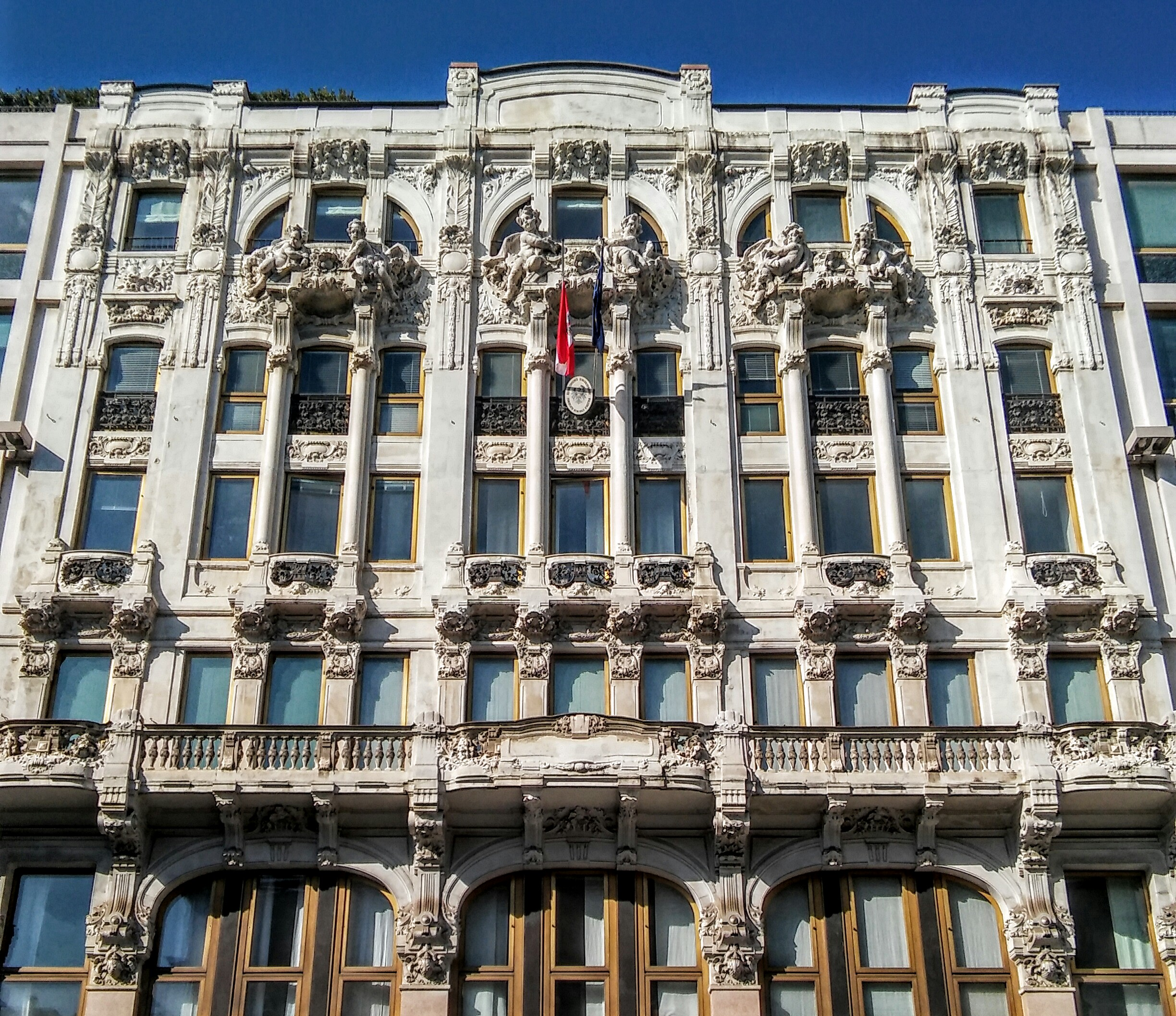
Decoración del antiguo Hotel Trianon

A principios del siglo XX la clase burguesa, ya convertida en dueña de la vida social y económica de la ciudad, encontró en el estilo liberty, novedad proveniente de Francia e introducida en Italia en la Exposición de Turín de 1902, el «símbolo de su estatus» y la ocasión para mostrar su potencia y al mismo tiempo subrayar el claro alejamiento de la clase nobiliaria y de sus residencias neoclásicas y barrocas. Esta relación casi exclusiva entre la nueva clase dominante y el nuevo estilo arquitectónico, así como el alejamiento de los modelos arquitectónicos de la «vieja» clase aristocrática, parecen evidentes cuando se observa que, mientras la nueva burguesía elevaba residencias «a la última» siguiendo los nuevos dictados del liberty, los encargos más conservadores relacionados con el viejo mundo financiero y eclesiástico —entre los que destacan las nuevas sedes bancarias en la zona de la Piazza Cordusio— seguían apegados al ya decadente estilo ecléctico, en boga en el siglo XIX.
La Exposición Universal de Milán de 1906 dio un mayor impulso al desarrollo del liberty, al construirse en este estilo decenas de pabellones en la sede de la exposición y numerosas construcciones públicas, decretando así la definitiva consagración del liberty como estilo artístico dominante en la ciudad. Aunque muy articulada y diferenciada, la experiencia modernista milanesa muestra en su conjunto algunos puntos y novedades comunes: es recurrente la decoración de los edificios en hierro forjado o cemento decorativo, de tema floral o animal; a nivel estructural destaca el uso del hormigón armado. Es común el recurso a la pintura sobre las paredes de los edificios, a menudo con azulejos de cerámica, y las cariátides y hermas tomadas de la arquitectura de los palacios nobiliarios milaneses. Sin embargo, pese a la riquísima muestra de artes aplicadas liberty desarrolladas en la ciudad, a la arquitectura y la decoración de interiores les resultó difícil uniformarse al nuevo estilo y salvo pocos episodios estuvieron dominadas por estilos tardoeclécticos.
Alcanzado su punto álgido en 1906, el liberty milanés experimentó las primeras contaminaciones con la arquitectura ecléctica, que se hicieron cada vez más fuertes hasta los años de la Primera Guerra Mundial, tras la cual el liberty sobrevivió solo con pequeñas influencias en la arquitectura menor, mientras que el gusto de la burguesía industrial confluyó espontáneamente hacia el art déco.

## Arquitectura privada

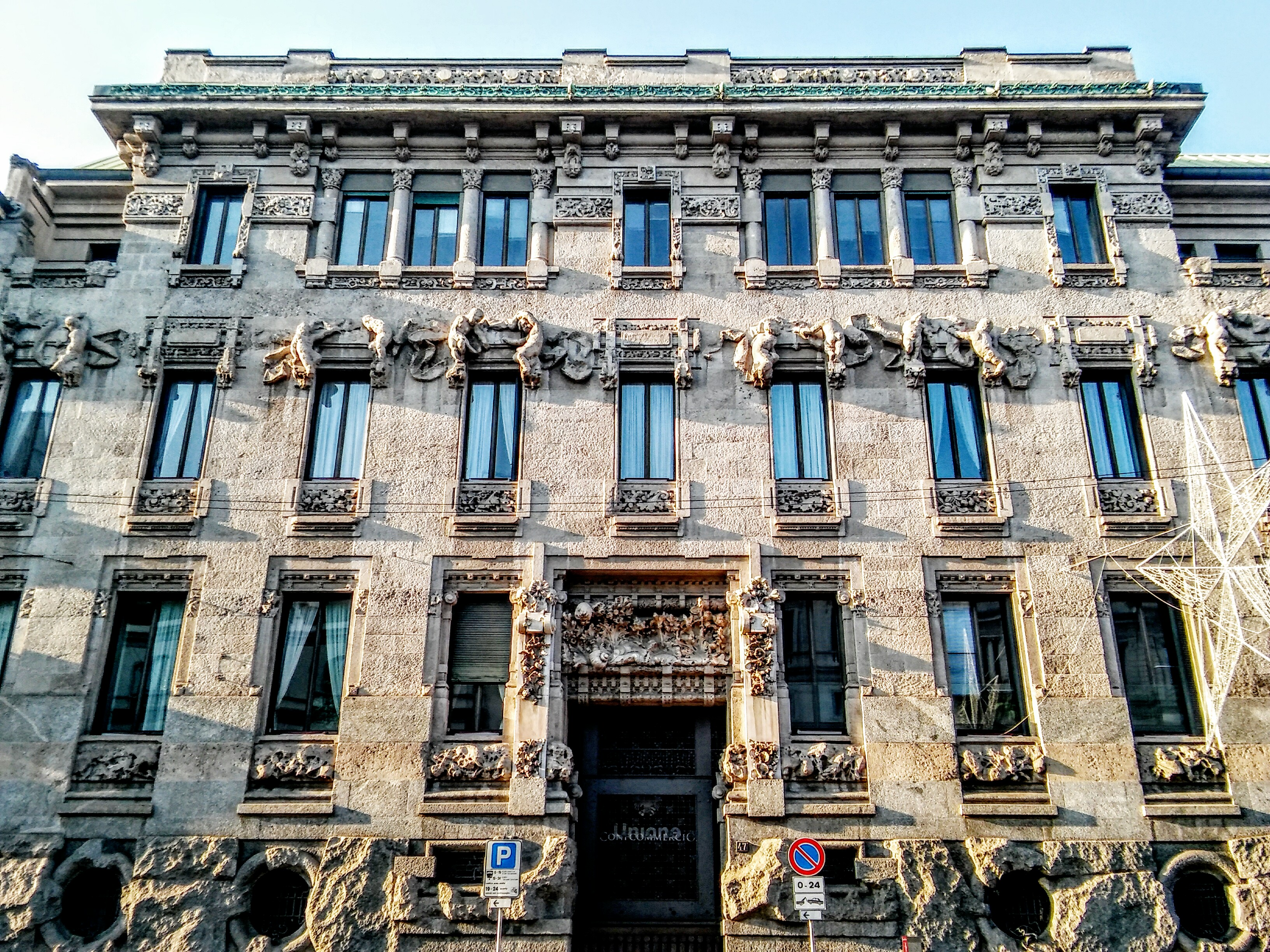
El Palazzo Castiglioni

La etapa milanesa del estilo liberty se inauguró con la construcción del Palazzo Castiglioni, que terminó en 1903 según el proyecto de Giuseppe Sommaruga, quien se convertiría, según Sacerdoti, en el más destacado intérprete del modernismo milanés. El edificio, decorado con esculturas de cemento de tema floral y composiciones de hierro forjado típicas del nuevo estilo, se distancia del art nouveau por sus formas monumentales y el uso de elementos clásicos como los putti, tomados de los cercanos palacios nobiliarios, en los que domina el estilo neoclásico. El palacio, considerado por López, Susani y Roiter uno de los mejores ejemplos del modernismo italiano y construido en una de las calles más elegantes de Milán, remarcaba aún más claramente el estatus de la nueva clase burguesa e introdujo con fuerza en la ciudad el uso del cemento como elemento escultórico. La «señal de ruptura» lanzada a la vieja clase dirigente fue todavía más intensa debido a la presencia a ambos lados de la entrada de dos estatuas que representaban a dos mujeres desnudas en poses muy atrevidas, que provocaron un gran escándalo, hasta el punto de que el palacio fue rebautizado coloquialmente por los milaneses la ca' di ciapp (la «casa de las nalgas») en referencia al desnudo posterior de las dos mujeres y el arquitecto fue obligado a retirarlas y trasladarlas a la entonces periférica Villa Faccanoni, otro ejemplo de villa suburbana liberty, proyectada también por Sommaruga, en la que se reprodujeron las esculturas de putti y el motivo de las ventanas divididas por columnas de la última planta del Palazzo Castiglioni.

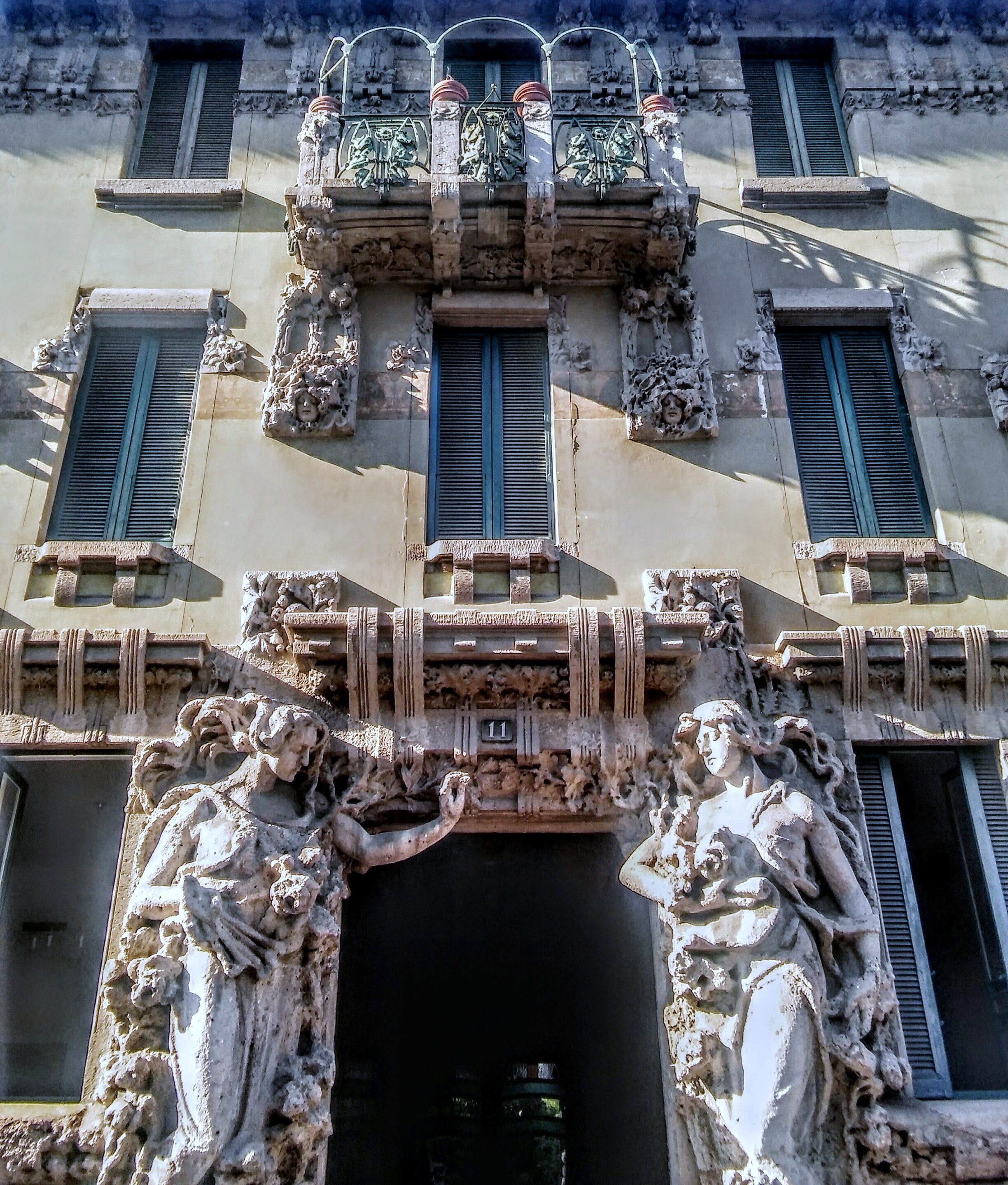
La fachada de la Casa Campanini

Según Sacerdoti, otro intérprete de primera línea del modernismo milanés fue Giovanni Battista Bossi, quien tiene en la Casa Galimberti su obra más célebre. La fachada de este edificio presenta una compleja decoración con azulejos de cerámica pintados con formas humanas y elementos vegetales que muestran elaborados contrastes cromáticos. Destacan también los balcones decorados realizados en cemento y los balcones «a baldaquino» de hierro forjado. A pocos metros de distancia se encuentra la Casa Guazzoni, también de Bossi, que pese a conservar el estilo típicamente floral de la fachada presenta una decoración completamente centrada en la escultura con elaborados aparatos de putti, figuras femeninas y formas vegetales también de cemento y hierro forjado con balcones sobrepuestos. Bossi diseñó por último la Casa Alessio, más parecida al estilo de la Secesión vienesa con sus rígidas geometrías y la franja vertical en correspondencia con la entrada.
Un ejemplo raro de autoencargo fue la Casa Campanini, que el arquitecto y emprendedor inmobiliario Alfredo Campanini proyectó como residencia propia en 1904. La composición de la fachada muestra a nivel general una fuerte inspiración en la obra de Sommaruga, en particular por las esculturas de figuras femeninas en la entrada, homenaje explícito al portal del Palazzo Castiglioni. El clásico portón de entrada de madera es sustituido aquí por una puerta de hierro forjado con motivos vegetales, mismo motivo de los balcones, realizada por Alessandro Mazzucotelli: también son suyos otros elementos decorativos de hierro forjado que, junto con los frescos y vidrieras de colores, constituyen una decoración interior típicamente modernista, sin huella alguna de influencias eclécticas, cosa poco común en muchos otros edificios coetáneos de la ciudad.

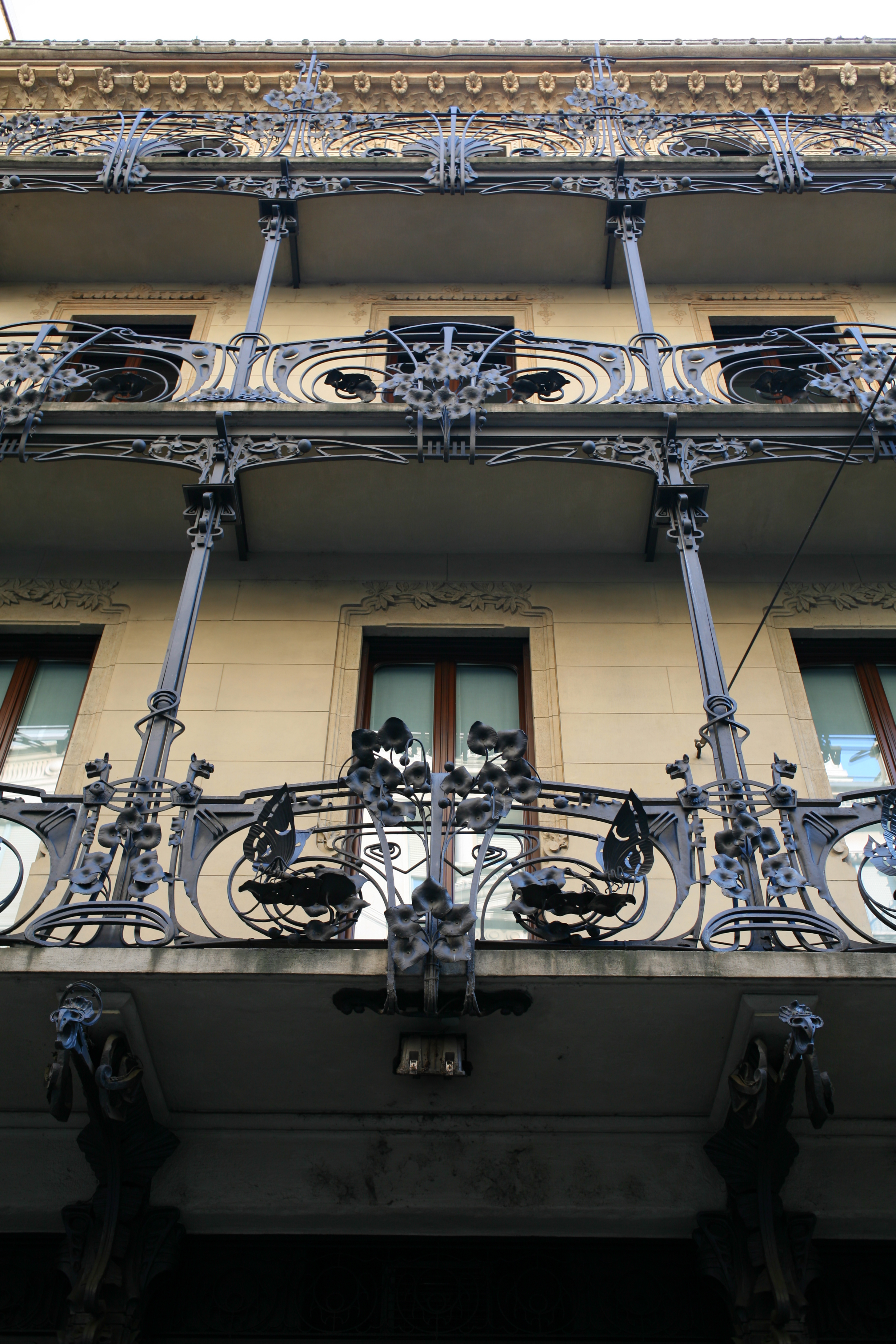
La Casa Ferrario

Al margen de la lógica de creación de nuevas zonas residenciales dedicadas a la clase burguesa, la Casa Ferrario se construyó a partir de 1902 según el proyecto de Ernesto Pirovano en la Via Spadari, una de las calles más céntricas y antiguas de Milán. La notoriedad de este edificio, de diseño todavía sustancialmente tradicional y relativamente sobrio en los otros elementos, se debe a las decoraciones de hierro forjado de los balcones sobrepuestos con motivos a espiral y decoración floral con ménsulas con forma de grifo, también realizadas por Mazzucotelli, considerado por Sacerdoti uno de los mayores artistas del hierro forjado de Italia.
En contraposición a la rama floral del liberty milanés que lideraba Sommaruga, se pueden citar la Casa Donzelli de Ulisse Stacchini, en la que a pesar de las claras influencias de Sommaruga se aprecia una composición con líneas austeras típicas del modernismo de la zona alemana, y la Casa Agostoni, en la que algunos elementos típicos del liberty como los temas naturales y la escultura en cemento se unen a una configuración de la fachada típicamente decimonónica y elementos clásicos como bajorrelieves.
Junto a las viviendas para la alta burguesía se construyeron en Milán un gran número de viviendas de estilo liberty para la pequeña y media clase burguesa. La construcción de estos edificios, al no poder disponer de inversiones elevadas, utilizó decoraciones de cerámica y estatuas industriales de cemento fabricadas en serie, decoraciones de hierro forjado más simples y una particular atención a la reducción de los espacios comunes no estrictamente necesarios: ejemplo de este tipo de encargos son la Casa Dugnani y la Casa Biraghi, en las cuales destacan las mayólicas de tema floral fabricadas en serie por la empresa Richard Ginori.
Una rama particular de la arquitectura burguesa son los edificios dedicados a uso mixto, como lugar residencial y para actividad industrial o comercial: se puede citar por ejemplo la Casa Laugier, construida para la familia valdostana Laugier, para que albergara, además de la vivienda, la farmacia de la familia. El edificio, que fue proyectado por el arquitecto Antonio Tagliaferri en formas inspiradas en el art nouveau vienés, recurre a todas las decoraciones típicas del modernismo italiano como paneles, cemento y hierro forjado para componer formas derivadas del reino animal y vegetal, aunque de manera equilibrada. La decoración, sin embargo, es más sobria y recurre a ladrillos de arcilla típicos del renacimiento lombardo que predomina en la calle.

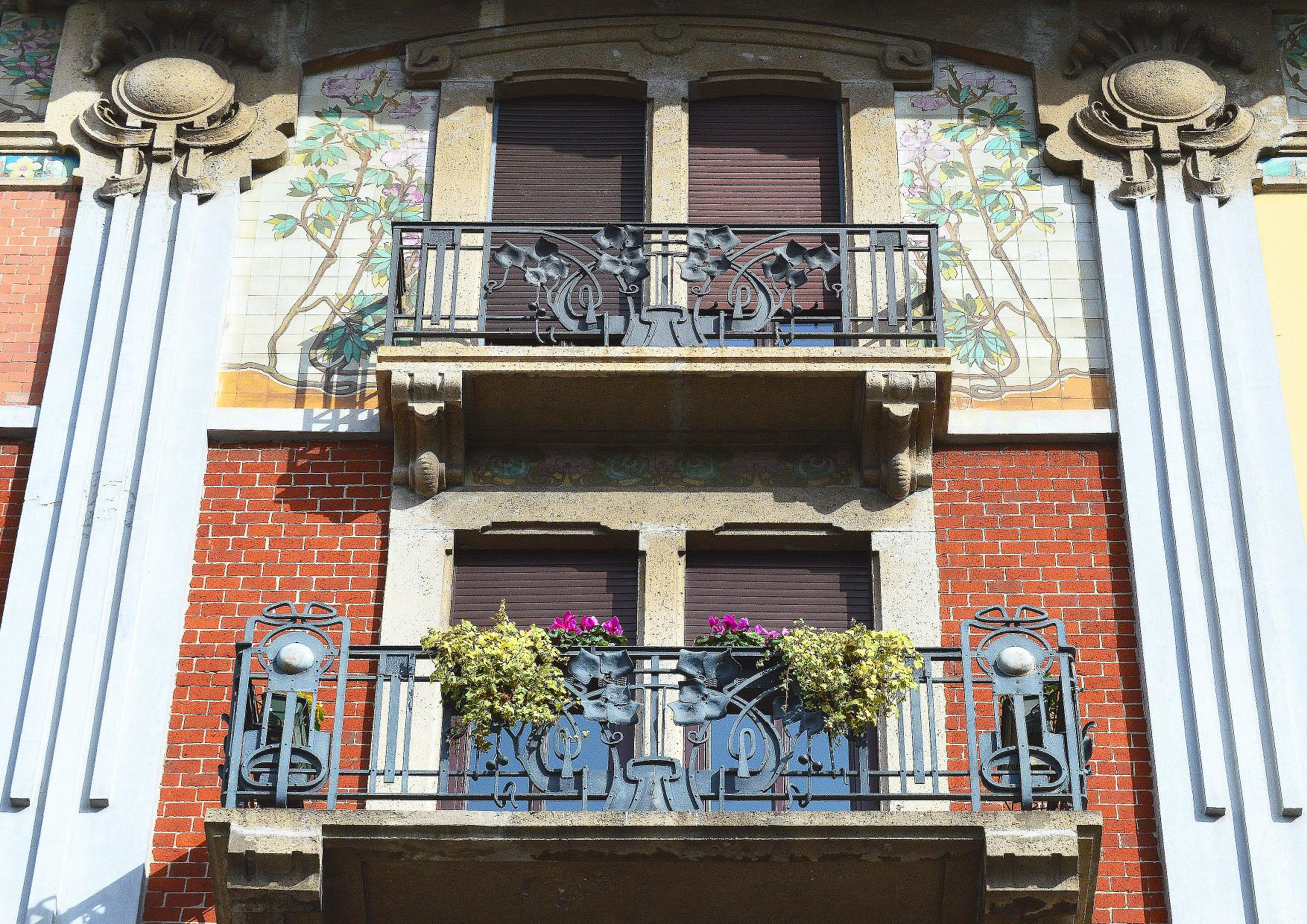
Detalle de la decoración de la Casa Laugier

De puro uso comercial fueron los Magazzini Contratti, construidos en 1903 según el proyecto de Luigi Broggi: el uso del entonces innovador hormigón armado permitió la realización de la estructura portante con simples columnas y, en consecuencia, permitió las amplias vidrieras con barandillas de hierro forjado que caracterizan el edificio. Muy similares son los Magazzini Bonomi, también con amplias ventanas, balcones de hierro forjado y columnillas de hierro fundido. Además de la tipología comercial se encuentran también edificios antiguamente dedicados a fábrica: aunque menos comunes que en la provincia y en gran parte demolidos para dejar espacio a edificios residenciales, entre ellos se pueden citar el antiguo Palazzo della Gondrand y el antiguo Palazzo della Cusini de Cesare Mazzocchi, en el cual se reproponen las líneas liberty y las ventanas de los Magazzini Contratti de manera más sobria para conjugar las exigencias estéticas con las de contención de los costes de un edificio industrial.
Finalmente, se pueden citar algunas obras dedicadas a otras actividades terciarias: según López, Susani y Casero, uno de los ejemplos más destacables es la fachada del antiguo hotel Trianon, caracterizada por elaboradísimas decoraciones con ventanas y putti que dejan entrever importantes influencias neobarrocas, estilo retomado más tarde en la Casa Tosi de Alfredo Campanini. Por último, López y Susani destacan el antiguo cine Dumont, realizado con decoraciones florales, que fue uno de los primeros edificios en Italia proyectados específicamente para albergar un cine.

## Arquitectura popular y pública y elliberty minore

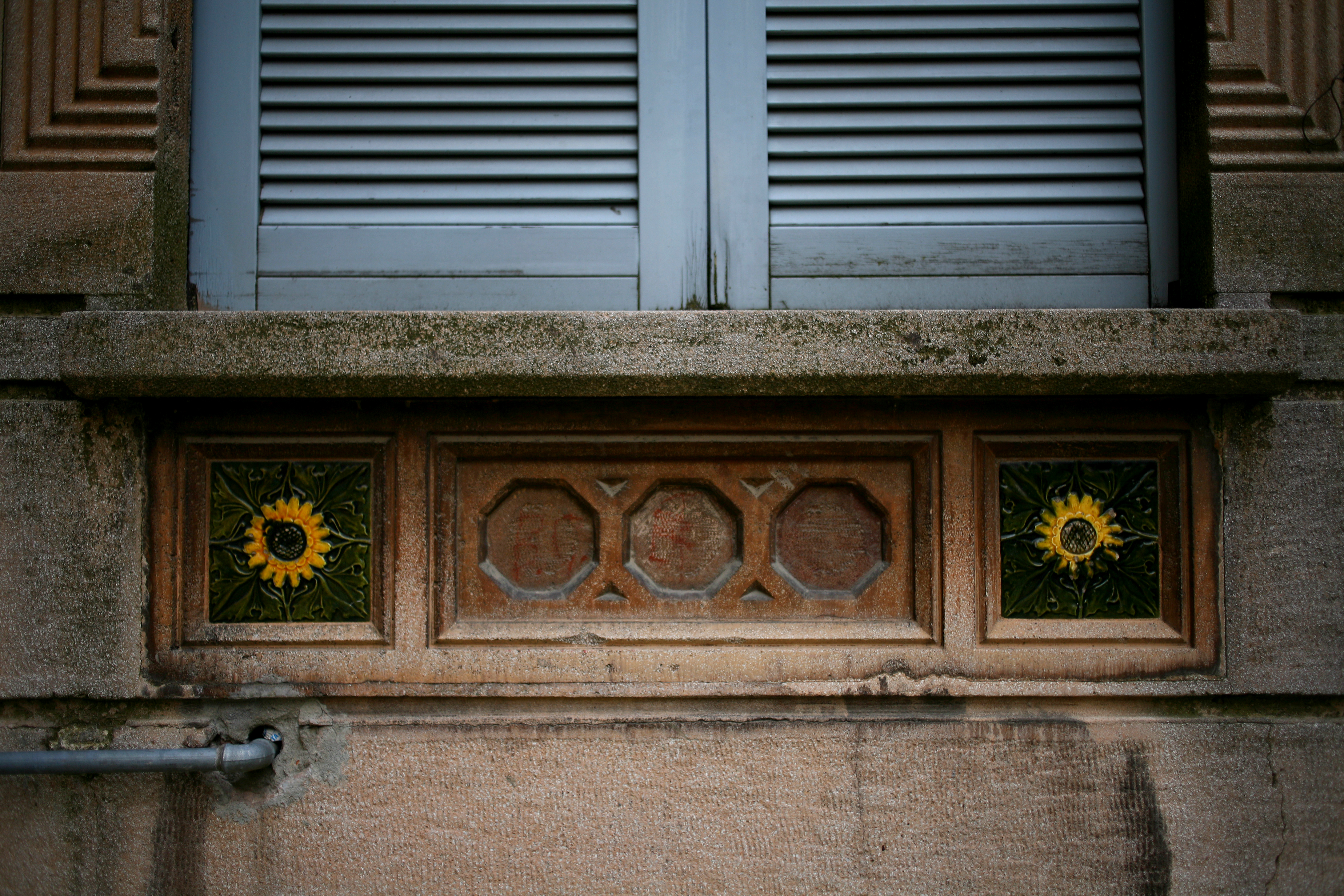
Paneles decorativos fabricados en serie para el barrio de la Via Solari

El gran crecimiento industrial de la ciudad de Milán tuvo como consecuencia, además de la construcción de elaboradas y refinadas residencias burguesas, la constante afluencia migratoria a la ciudad de masas de trabajadores pertenecientes mayoritariamente al proletariado: en 1901 casi el 60 % de la población de Milán, unas 280 000 personas, pertenecía a la clase obrera. Por un lado, la creciente necesidad de viviendas a precios asequibles para las clases menos pudientes; y, por el otro, la ocasión de la Exposición Universal que se celebraría en la ciudad en 1906, llevaron a las autoridades de la ciudad a redactar uno de los primeros planos articulados de arquitectura popular de la ciudad.
Fue en esta ocasión cuando se construyó en la Via Solari el Primo quartiere popolare della Società Umanitaria según el proyecto del arquitecto Giovanni Broglio: es una de las primeras muestras de arquitectura social de la ciudad, además de una de las primeras aplicaciones del modernismo en la arquitectura popular. El proyecto contemplaba once edificios de cuatro plantas con un total de doscientas cuarenta unidades residenciales dotadas de baños privados con agua potable, destinadas a acoger en total a unas mil personas. El alquiler máximo para los apartamentos más grandes era de cien liras mensuales (poco menos de trescientos cincuenta euros actualizados al 2006). Lógicamente, el proyecto no podía presentar las elaboradas y costosas decoraciones de las casas liberty burguesas, por tanto Broglio adoptó elementos decorativos fabricados industrialmente en serie: a veces se recurre al término liberty minore para definir este estilo que, pese a contar con un presupuesto mucho menor, permitía de todos modos una decoración arquitectónica difusa y homogénea, aunque no muy elaborada.

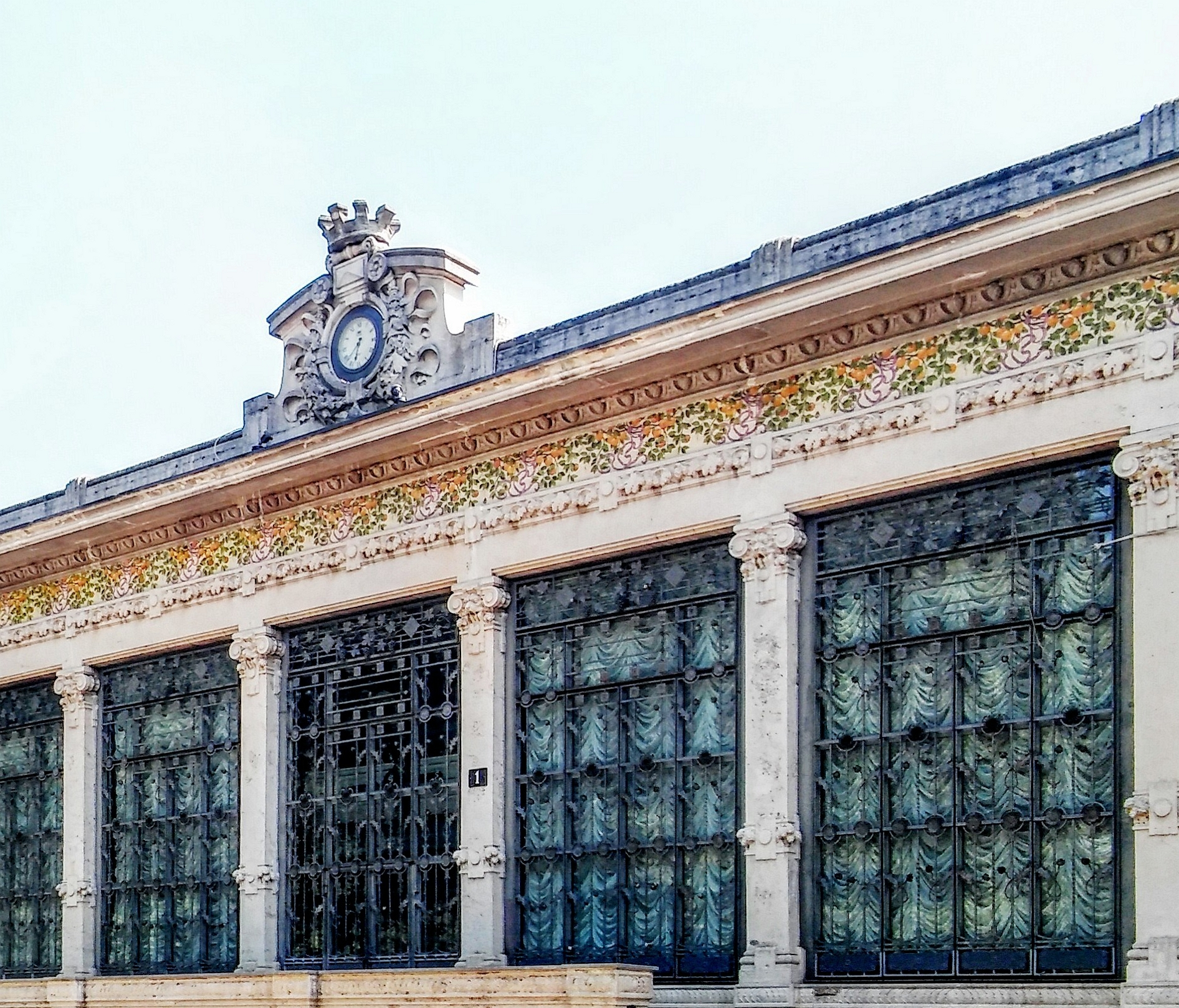
Detalle de la Palazzina Liberty

Otro ejemplo de arquitectura popular construido en la misma época fue el Quartiere Ripamonti, aunque, al contrario que en el caso anterior, la decoración sea casi nula, exceptuados los elementos de hierro forjado. En general, entre 1905 y 1912 la cuota de superficie dedicada a intervenciones de arquitectura popular apenas superó el 6 % del total; cifra que, a pesar de la frecuencia con la que se discutía el problema, según Casero no contribuyó a mejorar significativamente el problema de la vivienda para las familias menos pudientes.
Una intervención de nuevo de tipo diferente fue la realización del primer núcleo del Villaggio dei Giornalisti, fundado en los primeros años del siglo XX por una cooperativa de profesionales pertenecientes al mundo del periodismo, que tenía como objetivo la construcción de viviendas dedicadas a la pequeña burguesía, que había sido excluida de los planes de arquitectura popular pero no era suficientemente pudiente como para permitirse lujosos palacios modernistas en el centro. El resultado fue la construcción de casas en un estilo liberty a medio camino entre el rico estilo de la alta burguesía y la simplicidad de las viviendas populares.
No dedicado a viviendas pero también de uso público fue el nuevo mercado hortofrutícola milanés construido a partir de 1908. Del antiguo complejo, hoy convertido en gran parte en un parque, se conserva solo el edificio llamado comúnmente Palazzina Liberty, que presenta amplias vidrieras de hierro forjado y decoraciones con azulejos de cerámica de la Fornace Guerra Gregorj.

## La exposición internacional de 1906

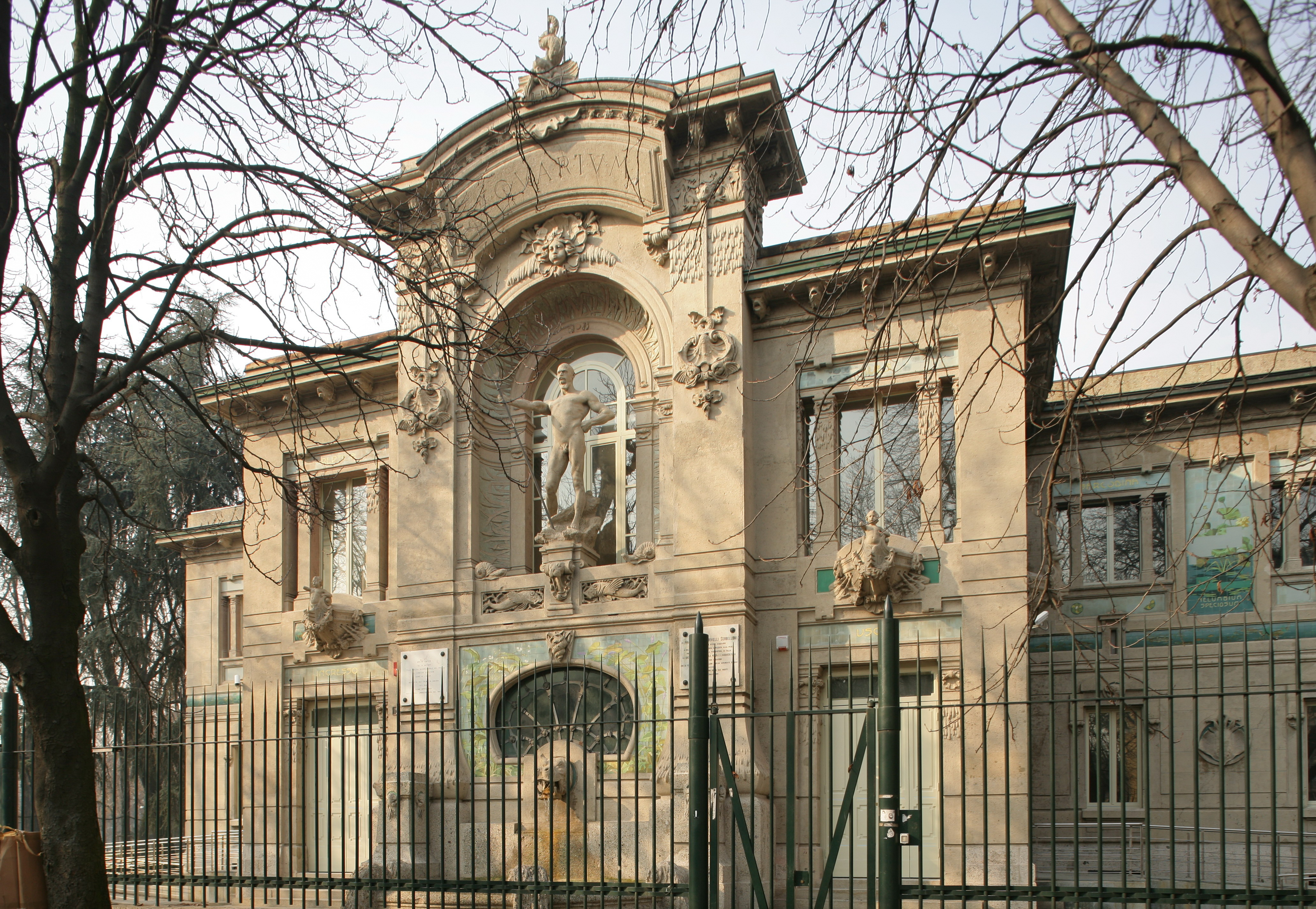
Fachada del Acuario de Milán, único pabellón que se conserva de la exposición

En 1906, Milán albergó la Exposición Universal dedicada al mundo de los transportes con ocasión de la inauguración del Túnel del Simplon. Además de las novedades de carácter tecnológico, la exposición fue el banco de pruebas definitivo y una excepcional ocasión para mostrar el nuevo estilo modernista. Entre los varios pabellones tecnológicos había algunos menos técnicos para atraer a un público más numeroso, entre los cuales se encontraban los dedicados a las bellas artes, que debían servir como escaparate de los progresos mostrados en el campo artístico en Italia. Entre las varias obras desaparecidas destaca la entrada, que reproducía en estilo liberty la entrada del Túnel del Simplon, y la estación ferroviaria construida en la sede de la exposición, realizada con hierro fundido, hierro forjado y amplias vidrieras.
Una gran parte de los 225 edificios construidos para la ocasión fueron proyectados en estilo modernista, especialmente los pabellones expositivos, mayoritariamente diseñados por el joven arquitecto toscano Orsino Bongi. Al final de la exposición casi la totalidad de los pabellones fueron demolidos, exceptuando el pabellón dedicado a la piscicultura, que se usaría posteriormente para albergar el Acuario de Milán. El edificio, proyectado por el arquitecto Sebastiano Locati, fue construido para alojar una nueva atracción en el campo científico, constituyendo por tanto una tipología inédita que se desviaba de los edificios comerciales, residenciales o religiosos. El mundo submarino sirvió de inspiración para el edificio: hay frisos y cerámicas que representan la vida submarina y esculturas de animales marinos en la pared externa del complejo, de forma circular. En la entrada hay además una fuente en la que aparecen Neptuno y un hipopótamo.

## Escultura

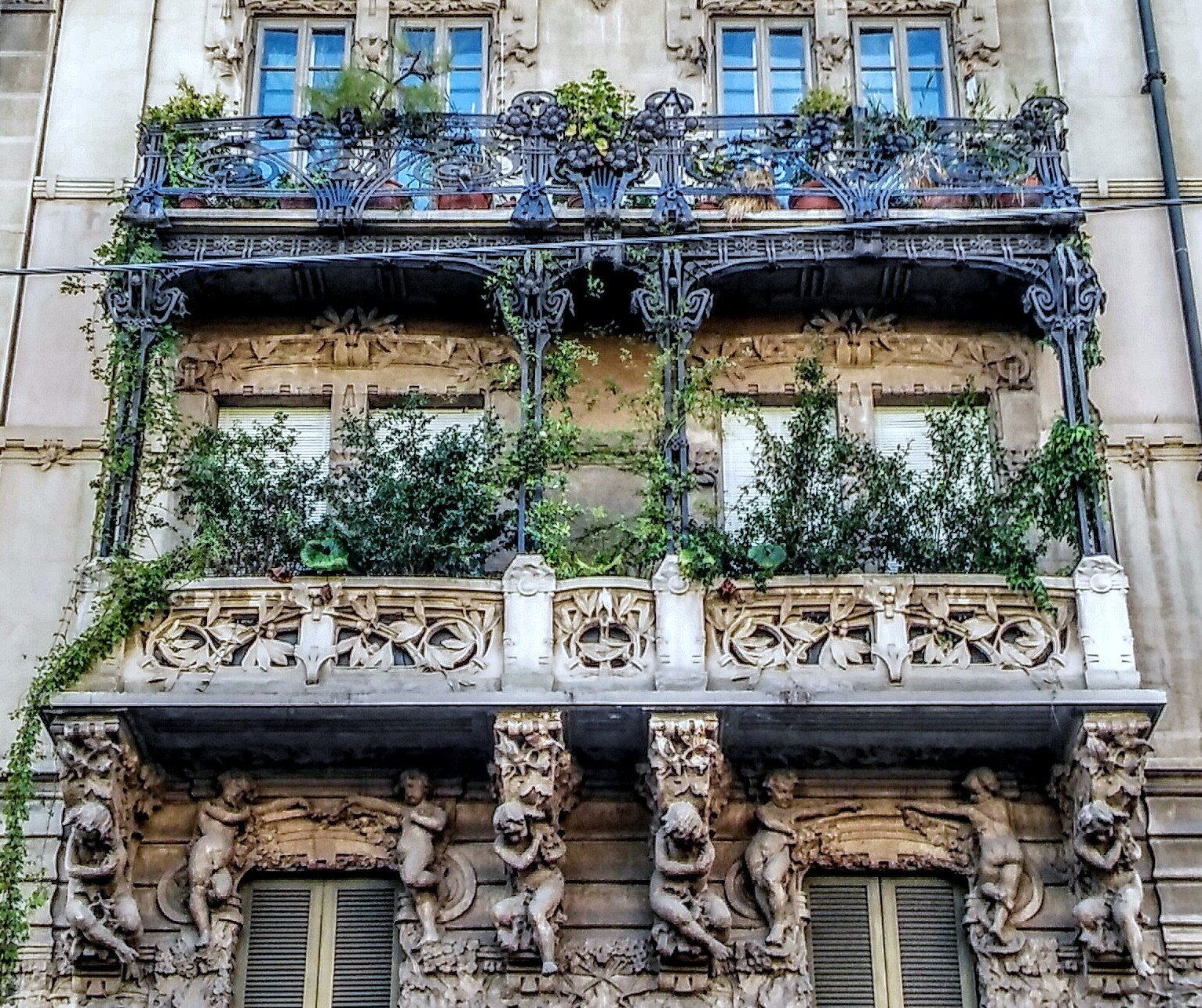
Decoraciones de hierro forjado y cemento de la Casa Guazzoni

Junto a la escultura tradicional en mármol y piedra, el modernismo provocó un gran desarrollo de la escultura en hierro forjado y en cemento. Según Ogliari y Bagnera, el hierro forjado encontró su mejor intérprete en Alessandro Mazzucotelli, quien elevó el trabajo de este material de simple elemento decorativo a un verdadero arte. La obra maestra de Mazzucotelli es, según Lanza, el llamado Cancello delle Farfalle («Puerta de las Mariposas») de la Casa Moneta, obra que encierra todos los estilos de la variante milanesa del liberty: los motivos geométricos y ordenados de la parte inferior se transforman rápidamente en complejos entramados que dan vida a hojas y a las dos mariposas, que gracias al dinamismo de la composición parecen remontar el vuelo, anulando casi completamente la pesadez del hierro.
Mazzucotelli realizó además un elevadísimo número de obras dispersas por toda la ciudad, integradas en la arquitectura como en el caso de los balcones de la Casa Ferrario, o simplemente ornamentales como la puerta de la Casa Campanini, la barandilla del Villino Maria Luisa o el Scalone delle Rose («Escalera de las Rosas») de la Casa Morganti. Por último, Ogliari y Bagnera también resaltan la actividad de Mazzucotelli en las artes aplicadas y en los monumentos fúnebres del Cementerio Monumental de Milán.

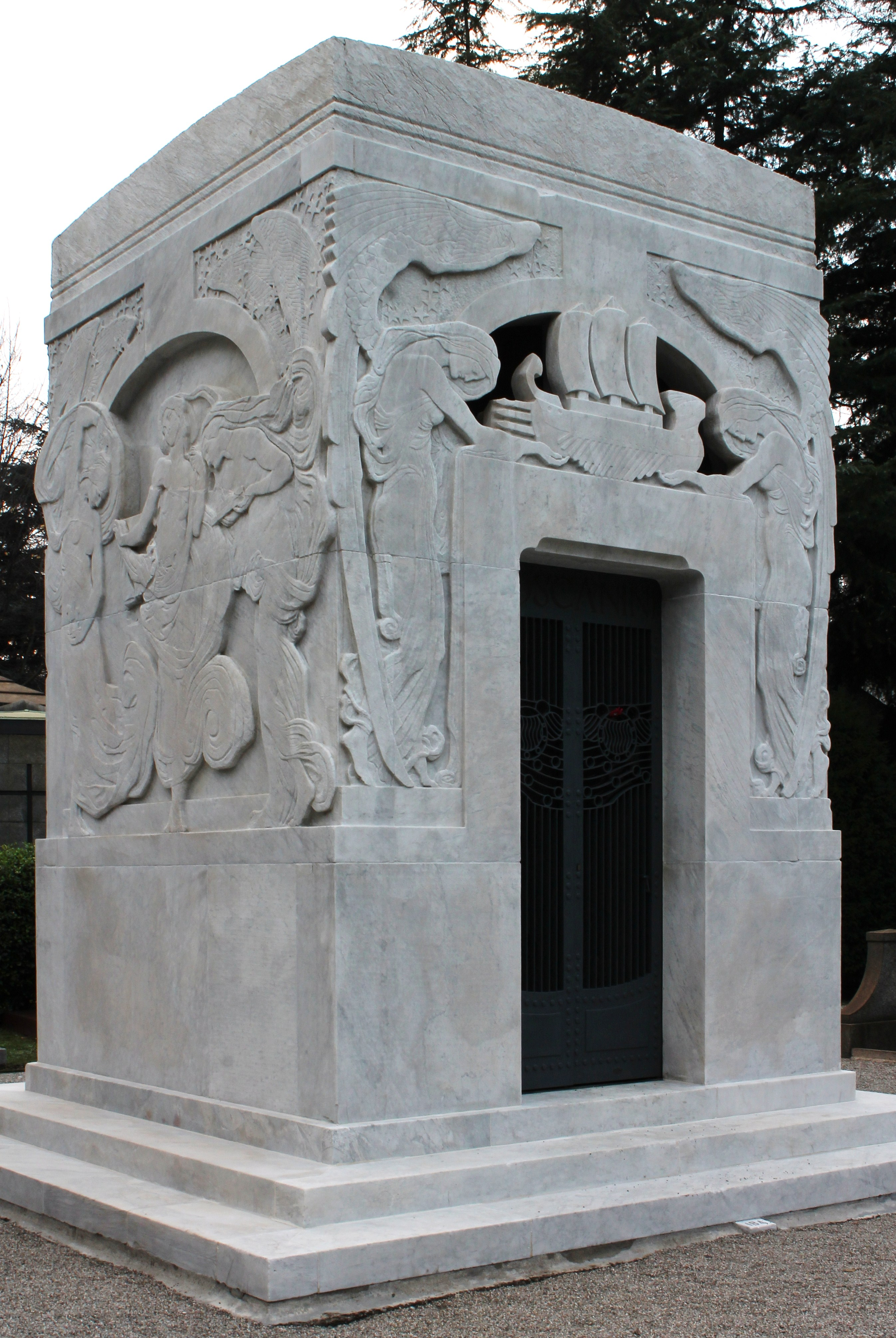
La Edicola Toscanini en el Cementerio Monumental

Fue precisamente en este último donde, de acuerdo con Roiter, se desarrolló el más importante laboratorio de escultura modernista relacionada con la arquitectura: escultura que, como en el caso de la arquitectura, se fundió de manera más o menos acentuada con temas eclécticos y art déco. Al igual que con los palacios, la burguesía milanesa de la época encontró en la escultura fúnebre un nuevo elemento para aumentar su prestigio.
Según Casero, uno de los monumentos más destacables del cementerio es la Edicola Toscanini, realizada en mármol de Carrara por Leonardo Bistolfi: consiste en un simple monumento con forma de paralelepípedo con bajorrelieves que representan figuras alegóricas de la vida del difunto, junto con líneas inspiradas en el jugendstil alemán, cuya ordenada y geométrica composición consigue conjugarse con las líneas curvas y la sinuosidad de un liberty más floral. Entre los ejemplos del liberty floral se encuentra la Edicola Giudici proyectada por Paolo Mezzanotte, cuya decoración, realizada por los hermanos Carlo y Luigi Rigola, está constituida por bronce fundido modelado con forma de rosas y ramas marchitas: el tema floral del liberty es adaptado así al tema fúnebre. El monumento se completa con un mosaico, también de tema floral.
Más exuberante, de acuerdo con Ogliari y Bagnera, es la Edicola Origgi, ejemplo de escultura en cemento que desarrolla su estructura a través del cruce entre líneas rectas y curvas hasta terminar en una cúpula: el tema dominante en las decoraciones del monumento es también el tema floral, con hojas de palma, girasoles y semillas de amapola. Según Casero, otros monumentos de estilo floral dignos de mención son la Edicola Suffert, que tiene bajorrelieves de bronce con ángeles e iris de Alfredo Sassi, y la Edicola Croci, decorada con una de las pocas esculturas en bronce de Mazzucotelli, habitualmente dedicado al hierro forjado.

## Influencias eclécticas y decadencia delliberty
Tras haber alcanzado su máximo esplendor con la exposición de 1906, el liberty milanés empezó un período de influencias recíprocas con el eclecticismo, que nunca desapareció del todo en los encargos diferentes de los burgueses.

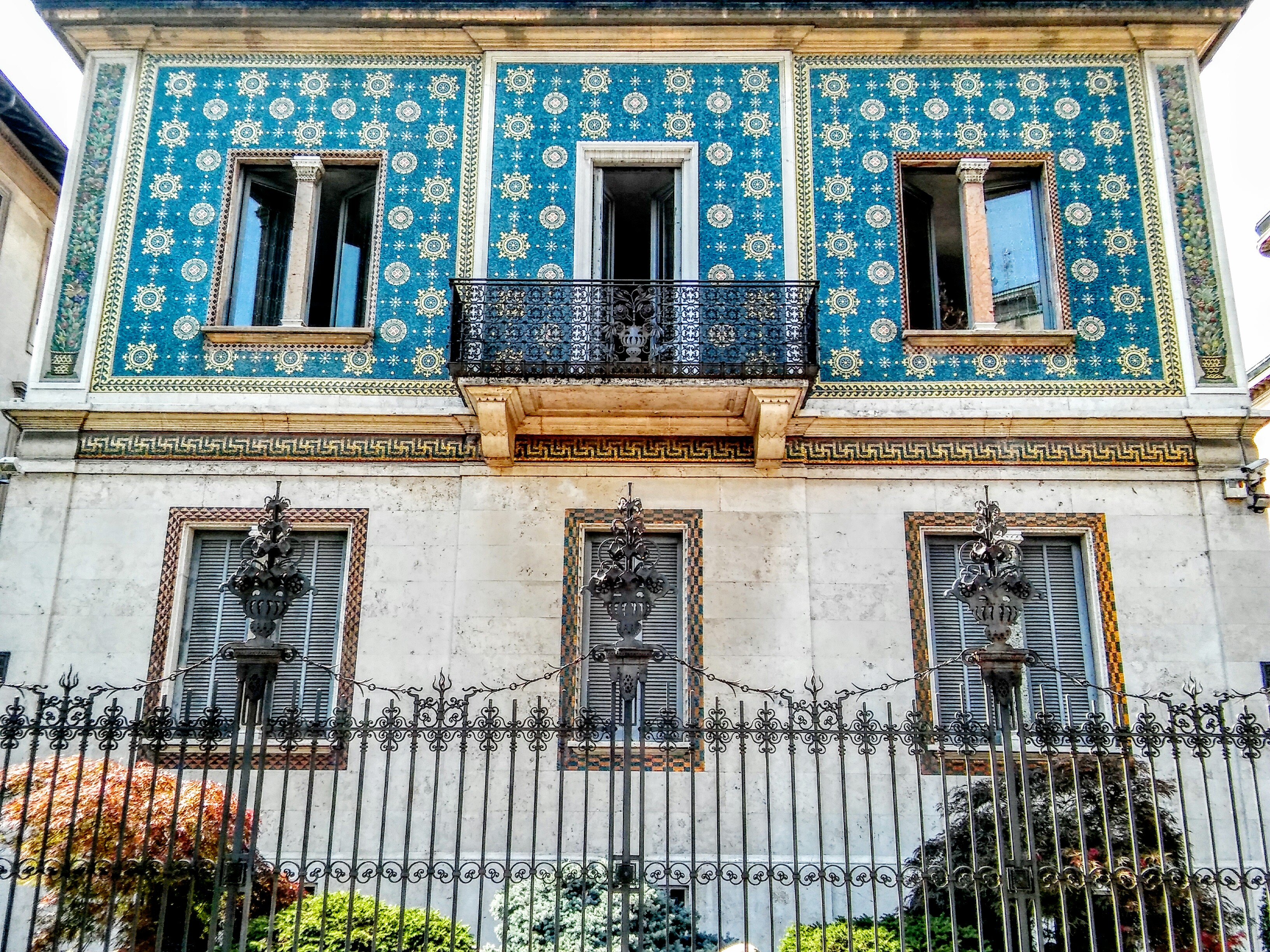
El Villino Maria Luisa y la barandilla de Mazzucotelli.

Junto a un verdadero resurgir de la arquitectura neorrenacentista y neomedieval con ligeras influencias modernistas, como muestra el Castello Cova construido en 1910, se pueden encontrar casos contrarios, como el Villino Maria Luisa, realizado con decoración a mosaico en la que los temas neogóticos y neorrenacentistas conviven con mosaicos modernistas de tema floral y una barandilla de Alessandro Mazzucotelli, que constituye uno de los mejores ejemplos de escultura en hierro de la ciudad. Según Melano, otros ejemplos a destacar de esta tendencia son la Casa Berri Meregalli y el Palazzo Berri Meregalli de Giulio Arata, construido en 1911, en el que se encuentra una mezcla de estilos clásicos junto a temas modernistas: el almohadillado rústico y el desarrollo vertical de la construcción recuerdan a la arquitectura neogótica; el interior decorado con mosaicos recuerda a la arquitectura bizantina de Rávena; mientras que los hierros forjados de Mazzucotelli y la sucesión de estatuas de animales retoman los temas típicos del art nouveau floral.
Al alba de la Primera Guerra Mundial, este estilo liberty contaminado pasó de ser expresión de modernidad a ser fuertemente criticado por viejo y superado, en parte a causa del abundante uso de elementos clásicos considerados anticuados desde hace tiempo. La Estación Central de Milán, construida a partir de 1924 en un estilo tardoecléctico con decoraciones art déco e influencias modernistas, es considerada por Gualdoni y Melano la conclusión del modernismo en Milán, que dejó espacio al art déco y al Novecento.